# Бакай Олексій Анатолійович
Олексій Анатолійович Бакай (нар. 19 березня 1954 року, c. Червоне Поле (Бердянський район), Запорізька обл. — український політик, міський голова Бердянська (1994—1998; 2010—2015).. Голова Бердянської районної державної адміністрації (з квітня 2021 року).

## Життєпис
Народився 19 березня 1954 року в селищі Червоне Поле Бердянського району Запорізької області.

## Освіта
Травень 1972 — червень 1974 роки — служба в армії.
Протягом 1974-1976 років здобував середню освіту у Маріупольському індустріальному технікумі, куди вступив на фах «технік-експлуатаційник».
З 1979 по 1985 роки отримував у вищу освіту в Мелітопольський інститут механізації сільського господарства на спеціальності «Механізація сільського господарства».

## Професійна діяльність
З грудня 1983 року по грудень 1985 року — заступник начальника з безпеки руху Бердянського АТП № 32306;
Грудень 1985 — листопад 1987 роки — головний інженер Бердянського АТП № 32306;
Листопад 1987 — липень 1994 роки — начальник Бердянського АТП № 32306;
З серпня 1998 і по 2010 роки обіймав різні посади у ДП НАК «Нафтогаз України».

## Політична діяльність
З липня 1994 і року і по серпень 1998 року, а також з листопада 2010 і по листопад 2015 років обіймав посаду міського голови Бердянська.
З квітня 2021 року очолює Бердянську районну державну адміністрацію.

## Нагороди
Заслужений працівник України (березень 2004)

## Сім'я
Має двох дорослих синів: Олексія (1976 року народження) та Дмитра (1985 року народження).